# اس‌تی‌اس-۱۰۳
اس‌تی‌اس-۱۰۳ (انگلیسی: STS-103) یکی از ماموریت‌های برنامه شاتل‌های فضایی بود که در تاریخ ۲۰ دسامبر ۱۹۹۹ از پایگاه فضایی کندی به فضا پرتاب شد. این ماموریت توسط شاتل دیسکاوری انجام گرفت و یکی از مجموعه ماموریت های انجام گرفته جهت تعمیر و نگه‌داری تلسکوپ فضایی هابل بود که به مدت حدود هشت روز به طول انجامید.